# 초 성왕

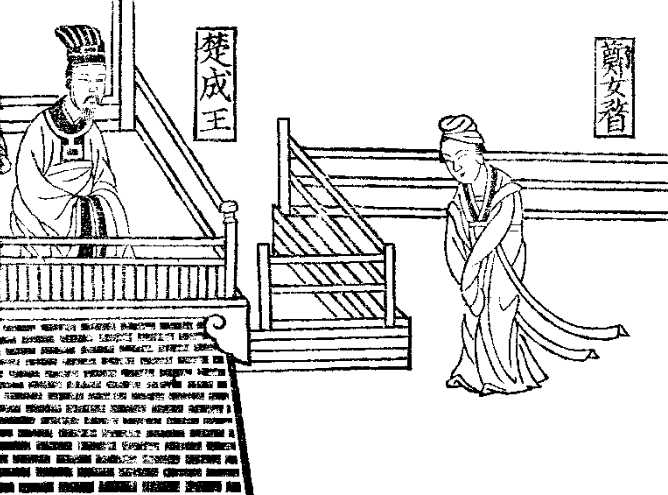

초 성왕(楚 成王, ? ~ 기원전 626년)은 중국 초나라의 제20대 군주(재위: 기원전 671년 ~ 기원전 626년)이다. 이름은 운(惲)이다. 초 문왕의 차남으로, 형인 초 도오를 죽이고 뒤를 이었다.

## 생애
형인 초 도오가 사냥을 나갔을 때 습격해서 죽이고 자립했다.
즉위한 초에 안으로는 덕정을 베풀었고, 밖으로는 제후(諸侯)들과 우호관계를 맺으면서 남쪽으로 국토 1천 리를 개척했다. 여러 차례 군사를 이끌고 중원(中原)으로 가 제(齊)나라와 패권을 다투었다.
기원전 638년에 송나라와 싸우다가 송 양공을 활로 쏘아 부상을 입히고는 홍수(泓水)에서 승리를 거두었다. (홍수 전투)
정나라를 초나라의 영향권 안에 두었으며, 초나라의 강대국의 지위가 명백해지자 점차 교만해졌다. 정나라에 들렀을 때 당시 정나라 임금이 자신의 매제였는데, 정나라 임금의 두 딸, 즉 자신의 외조카 둘을 취하여 첩으로 삼았다. 당시 선비들은 성왕의 끝이 좋지 않을 것임을 알았다.
기원전 626년에 성왕은 서자인 직(職)을 총애하여 태자 상신(商臣)을 폐하고 직을 세우려고 했다. 태자의 스승인 반숭(潘崇)이 상신을 충동질하여 반란을 일으키게 했고, 반숭은 군사를 거느리고 궁을 에워싸고 내실로 들어가 성왕에게 자결을 강요하였다. 성왕은 아직 자신을 따르는 무리가 반란을 진압하러 올 때까지 기다리려고 일부러 조리 시간이 오래 걸리는 웅번(熊蹯, 곰 발바닥) 요리를 먹고 죽겠다고 하였다. 그러나 반숭은 이를 듣지 않고 성왕의 허리띠로 목을 졸라 죽였다.

상신이 투월초(鬪越椒)를 시켜 동생 직을 죽이고 즉위하니, 초 목왕이다. 목왕이 즉위하여 성왕의 장례를 치르고 그를 폄하하기 위해 영(靈)으로 시호를 정하려고 했으나, 영 자에는 불명(不冥)의 의미가 있고, 성(成) 자에는 명(冥)의 의미가 있다고 하여 성으로 정하였다.
| 전 임 형 도오 웅간 | 제20대 초나라의 군주 기원전 671년 ~ 기원전 626년 | 후 임 아들 목왕 웅상신 |